# Ivica Vdović
Ivan "Ivica" Vdović poznat i kao VD (Beograd, 23. veljače 1961. – 25. rujna  1992.) bio je srpski rock glazbenik, najpoznatiji kao bubnjar beogradskih rock skupina Ekatarine Velike i Šarlo akrobata.
U trećem razredu gimnazije, Vdović postaje član sastava Limunovo drvo, kojeg je vodio Milan Mladenović. Kasnije je svirao bubnjeve u sastavu Bore Đorđevića, Suncokret, ali postaje poznat kao bubnjar sastava Šarlo akrobata u kojem su još članovi bili Mladenović i Dušan Kojić. U ovom sastavu ostaje od travnja 1980. do listopada 1981., a onda se pridružuje Mladenoviću koji osniva sastav Katarina II zajedno s Bojanom Pečarom, Gagijem Mihajlovićem i Margitom Stefanović. Kada je Mihajlović napustio sastav, dolazi do promjene imena u Ekatarina Velika, a Vdović napušta sastav 1985.
Iste godine, testiran je pozitivan na HIV. Bio je prva osoba u tadašnjoj Jugoslaviji koja je registrirana kao pozitivna na HIV. Umro je od AIDSa, 1992., i pokopan je u Beogradu.

## Vanjske poveznice
- Ivan Vdović na Discogs